# Agonum galvestonicum
Agonum galvestonicum är en skalbaggsart som beskrevs av Thomas Casey. Agonum galvestonicum ingår i släktet Agonum och familjen jordlöpare. Inga underarter finns listade i Catalogue of Life.